# Thinocorus orbignyianus
La agachona mediana (Thinocorus orbignyianus), también denominada agachona de collar y perdicita cojón, es una especie de ave caradriforme de la familia Thinocoridae que vive en la franja suroeste de Sudamérica.

## Distribución y hábitat
Se encuentra en Argentina, Bolivia, Chile y Perú.
Sus hábitats naturales son los herbazales y pantanos de regiones templadas y de altiplanos tropicales y subtropicales.